# Старая Есинеевка
Старая Есинеевка — село в Каменском районе Пензенской области Российской Федерации, входит в состав Первомайского сельсовета.

## География
Село расположено на берегу реки Варежка в 6 км на север от центра сельсовета села Батрак и в 9 км на северо-запад от города Каменки.

## История
Поселена между 1725 и 1745 гг. крестьянами темниковской деревни Есенеевки. В 1762 г. д. Есеневка Завального стана Верхнеломовского уезда, вотчина коллежского асессора Никифора Семеновича Хомякова (88 ревизских душ), капитана Авраама Богдановича Болотникова (12), вотчина жены того же коллежского асессора Н.С. Хомякова Аграфены Федоровны как приданое от отца Федора Борисовича Лопатина (12). С 1780 г. - в Нижнеломовском уезде Пензенской губернии. В 1785 г. – за помещиками Семеном Алексеевичем Ахлебининым (66 ревизских душ), Никитой Ивановичем Антоновым (20), Абрамом Богдановичем Болотниковым (21), Поповыми Михаилом Евстафьевичем (60), Николаем Евстафьевичем (60) и Григорием Евстафьевичем (44), Хомяковыми Аграфеной Федоровной (81) и Николаем Максимовичем (35). В 1880 году построена деревянная церковь во имя Сретенья Господня. Перед отменой крепостного права с. Сретенское, Есинеевка тож, Нижнеломовского уезда – за помещицей Авдотьей Осиповной Штерн, у нее 136 ревизских душ крестьян, 34 тягла на оброке (платили в тягла по 6 рублей 18 коп. в год), 39 дворов на 30 десятинах усадебной земли, у крестьян 130 дес. пашни, 70 дес. сенокоса, у помещицы 65 дес. удобной полевой земли; были и другие помещики с числом крестьян менее 100 ревизских душ. В конце XIX в. из села выделилась группа крестьян, основавших д. Новую Есинеевку. В 1896 г. работала школа грамоты. В 1911 г. – Старая Есинеевка Адикаевской волости Нижнеломовского уезда, 7 крестьянских общин (6 приписаны – Адикаевской, одна – к Кевдо-Мельситовской волостям Нижнеломовского уезда), в Адикаевской на все 6 общин – 57 дворов, церковь, водяная мельница, валяльное заведение, лавка, 335 жителей; в Кевдо-Мельситовской волости – 5 дворов, 42 жителя, 2 лавки.
С 1928 года село входило в состав Кевдо-Мельситовского сельсовета Каменского района Пензенского округа Средне-Волжской области (с 1939 года — в составе Пензенской области). В 1955 г. – в составе Кевдо-Мельситовского сельсовета, бригада колхоза имени Пушкина. В 1980-е годы – в составе Первомайского сельсовета. С 1990 года — в составе Варваровского сельсовета, с 2010 года вновь в составе Первомайского сельсовета.

## Население
| 1762 | 1785 | 1864 | 1910 | 1926 | 1930 | 1959 |
| ---- | ---- | ---- | ---- | ---- | ---- | ---- |
| 224  | ↗780 | ↗869 | ↘377 | ↗439 | ↘404 | ↘319 |
| 1979 | 1989 | 1996 | 2002 | 2010 |      |      |
| ↘162 | ↘87  | ↘78  | ↘35  | ↗41  |      |      |